# Anežka Římská
Svatá Anežka Římská (291 – 304, Řím) byla jednou z nejdříve uctívaných raně křesťanských světic z období pronásledování křesťanů za císaře Diocletiana. Bývá zobrazována s beránkem na ruce, případně s dlouhými vlasy.

## Legenda
O krásnou, vznešenou dívku z křesťanské rodiny se ucházelo mnoho mladíků, mezi nimiž byl nejhorlivější syn římského prefekta. Anežka však všechny odmítla, protože se již ve třinácti letech rozhodla zasvětit pouze Ježíši Kristu. Prefekt, kterému si syn stěžoval, ji postavil před soud, kde byla nucena zříci se křesťanství. Anežka se nebránila, protože věřila v pomoc Boží. Proto byla odvlečena do nevěstince, kde byla svlečena do naha a ponechána napospas mladíkům včetně prefektova syna. Zázrakem jí však rychle narostly vlasy a zakryly její nahotu.
Pověst o zvláštní dívce se roznesla po celém tehdejším Římě. Anežka byla postavena před nejvyššího soudce, a ten ji odsoudil pro pobuřování a rozhněvání římských bohů k trestu smrti. Roku 304 byla sťata mečem na Domitianově stadionu.
Po popravě jí rodiče pohřbili v katakombách severně od města, které dnes nesou její jméno. U hrobu drželi stráž a brzy po pohřbu se jim tu zjevil sbor svatých panen, mezi nimiž byla také Anežka, držící na ruce beránka.

## Svatořečení a chrámy

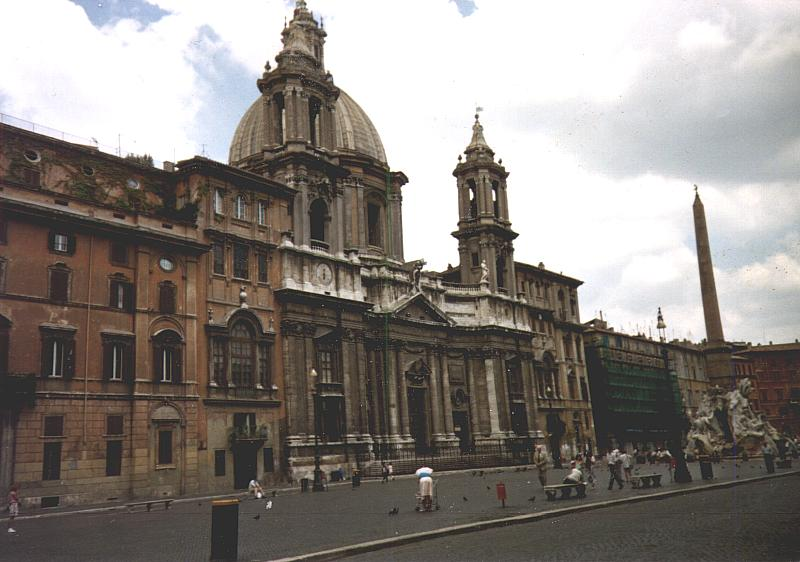
Chrám Sant' Agnese in Agone na Piazza Navona, Řím

Málokterá z římských panenských prvomučednic začala být uctívána tak brzy jako Anežka Římská. Legenda o jejím životě a martyriu se začala psát již během 4. století. Zasloužil se o to sv. Ambrož, uváděna je také v Kalendáři mučedníků (martyrologiu) z roku 354.
V téže době, asi roku 342, dala dcera císaře Konstantina I. Velikého Konstantina vystavět nad Anežčiným hrobem baziliku Sant´Agnese fuori le mura (Sv. Anežky za hradbami). Původní stavba, která se nacházela nedaleko Konstanciina mauzolea (Santa Costanza) byla zničena, ale papež Honorius I. dal v 7. století nedaleko odtud na Via Nomentana postavit novou baziliku, zasvěcenou sv. Anežce. Kostel s věží a hřbitovní zdí se dodnes dochoval s úpravami z let 1590 -1610; roku 1855 jej papež bl. Pius IX. prohlásil za zázračný. Každoročně na svátek sv. Anežky 21. ledna jsou v něm požehnána dvě jehňátka, z jejichž vlny jsou později utkána pallia pro nově vysvěcené arcibiskupy.
V letech 1651-1672 byl na místě Anežčiny popravy na dnešní Piazza Navona vystavěn z rozhodnutí papeže Inocence X. honosný barokní chrám Sant'Agnese in Agone ("na závodišti") s kupolí mezi dvěma věžemi, který v letech 1652-1657 projektovali římští architekti Girolamo a Carlo Rainaldi. Od roku 1657 stavbu převzal významný architekt Francesco Borromini. Anežčino martyrium je v kapli zpodobeno na bílém mramorovém reliéfu od Ercole Ferrata.
V českých zemích se sv. Anežka Římská slavila od raného středověku, k pozoruhodným vyobrazením patří gotický deskový obraz od Mistra Theodorika v kapli Sv. ostatků na Karlštejně s relikviářovou schránkou v rámu dole uprostřed. Relikvie jsou zastoupeny v relikviářích ze Svatovítského pokladu i původem ze Svatojiřského kláštera na Pražském hradě. Od konce 15. století začala být Anežka Římská ve skupinách vyobrazených světců na oltářních retáblech zástupnou patronkou za sv. Anežku Českou, kterou nebylo možno slavit samostatně, protože nebyla blahořečena ani svatořečena.